# Block B
Block B (Hangul: 블락비) ist eine südkoreanische Boygroup der zweiten K-Pop-Generation, die mit sieben Mitgliedern in dem Jahr 2011 von dem koreanischen Produzenten Cho PD gegründet wurde.
Die Gruppe hat zurzeit sieben Mitglieder: Lee Taeil, B-Bomb (Lee Minhyuk), Ahn Jaehyo, U-Kwon (Kim Yukwon), Park Kyung und P.O (Pyo Jihoon). Zico (Woo Jiho) verließ am 23. November 2018 Seven Seasons, jedoch nicht die Gruppe.

## Geschichte

### 2011: Debüt
Im Februar 2011 kündigte Cho PD an, dass er $1.4 Millionen USD in die Gründung einer sieben-köpfigen Hip-Hop-Boygroup investieren wird. Er bezeichnete die Gruppe als sein „koreanisches Eminem Projekt“. Er verkündete außerdem, dass die Mitglieder dieser Gruppe von anderen Hip-Hop-Künstlern, wie Verbal Jint, Skull und Rhymer trainiert wurden und im April 2011 ihr Debüt geben werden.
Am 13. April 2011 wurde das Debüt-Musikvideo namens Freeze! veröffentlicht. Da es für das koreanische Fernsehen als zu sexy galt, wurde es von der Jugendschutz-Kommission verboten.
Deshalb konnte das Lied nicht an Minderjährige verkauft werden und das Musikvideo durfte erst ab 10 Uhr Abends im Fernsehen gezeigt werden. Am 15. April 2011 hatten Block B ihren ersten live Auftritt, in der koreanischen Show Music Bank des Senders KBS. Kurz darauf wurde das Lied Wanna B veröffentlicht.
Das erste Minialbum New Kids on the Block wurde am 23. Juni 2011 veröffentlicht.
Am 22. Juni 2011 wurde die erste von acht Folgen der MTV Show Match Up! ausgestrahlt. In der Show hatten die Mitglieder der Gruppen Block B und B1A4 die Möglichkeit ihr musikalisches Talent und ihre Persönlichkeiten, durch wöchentliche Aufgaben und Blicke hinter die Kulissen, zu präsentieren.

### 2012:Welcome to the Block, Thailand-Kontroverse und Comeback
Anfang Januar wurde Block Bs Comeback mit dem Minialbum Welcome to the Block angekündigt. Am 1. Februar wurde das Lied Nalina veröffentlicht und konnte sich gut in den koreanischen Charts platzieren. Zwei Lieder des Albums (LOL und Did You or Did You Not) wurden allerdings aufgrund von Jugendschutzverletzungen von KBS und dem Ministerium für Gleichberechtigung und Familie verboten.
Im Februar 2012 wurden Block B aufgrund eines falsch übersetzten Videos von einem Interview, welches einige Wochen zuvor in Thailand aufgenommen wurde, stark kritisiert.
Die Mitglieder entschuldigten sich für ihr Fehlverhalten durch Briefe und ein Video. Block Bs Leader Zico rasierte sich zusätzlich die Haare ab, um seiner Reue Ausdruck zu verleihen.
Im Oktober 2012 veröffentlichten sie ihr erstes Album namens Blockbuster. In diesem Album distanzierten sie sich von ihrem von Hip-Hop geprägten Musikstil. Die meisten Lieder auf diesem Album wurden von den Mitgliedern selbst geschrieben und produziert.

### 2013: Rechtsstreit mit Stardom Entertainment und Suizid des ehemaligen Geschäftsführers
Am 3. Januar 2013 wurde ein Artikel veröffentlicht, in dem darüber berichtet wurde, dass die Mitglieder von Block B ihr Management verklagt hatten und eine Aufhebung ihrer Verträge mit Stardom Entertainment forderten. Als Grund dafür wurde Folgendes angegeben: „Während der Unterzeichnung der Verträge wurde den Mitgliedern neben angemessenen Trainingsmöglichkeiten und Räumlichkeiten eine Bezahlung an jedem 25. Tag des Monats versprochen. Das Unternehmen hat die Mitglieder allerdings seit April 2011, somit seit fast einem Jahr, nicht bezahlt“ (Hier ist es leider nicht ersichtlich, ob es sich bei dem unbezahlten Zeitraum um ein oder zwei Jahre handelt, da die Aussage widersprüchlich zu sein scheint) „Es fing im März des letzten Jahres an, als die Verträge der Mitglieder endeten und die ausstehende Bezahlung berechnet wurde. Beim Zusammenzählen der Einkünfte stellte sich heraus, dass 10 Bezahlungen, für verschiedene Auftritte, unterschlagen wurden.“
„Der Geschäftsführer des Unternehmens verschwand mit 70.000.000 KRW (ca. 66.000 USD), die er zuvor von den Eltern der Mitglieder eingesammelt hatte.“
Am 20. Mai 2013 wurde berichtet, dass sich der Geschäftsführer, Herr Lee, das Leben genommen hat.
Am 7. Juni 2013 entschied das Gericht zu Gunsten von Stardom Entertainment mit der Begründung, „dass es schwer ist zu beurteilen, ob das Unternehmen in der Lage war, die Gruppe wie geplant zu bezahlen. Den Beweisen zufolge ist es schwer zu sagen, ob sie Block B mit Absicht nicht bezahlt hatten. Des Weiteren ist es schwer zu sagen, ob die Räumlichkeiten, wie Studios und Wohnräume, sowie Bildungsmöglichkeiten ordnungsgemäß bereitgestellt wurden. Den schriftlichen Aufzeichnungen nach zu urteilen, kann Stardom Entertainment kein Verstoß ihrer Pflichten nachgewiesen werden. Es ist zwar möglich, dass der Bezahlungen nicht ordnungsgemäß nachgegangen wurde, allerdings kann nicht nachgewiesen werden, dass dies mit Absicht vollzogen wurde.“
Als Antwort auf das Urteil entschuldigten sich die Block B Mitglieder bei ihren Fans und verkündeten, dass sie nicht mehr mit Stardom Entertainment arbeiten werden und von jetzt an eigenständig arbeiten werden.

### 2013: Block B Comeback mit neuem Label Seven Seasons
Am 29. August 2013 verkündete Block B, dass sie nach Verhandlungen mit Stardom Entertainment eine Einigung finden konnten und zu ihrem neuen Management Seven Seasons wechselten und die Rechte an Block B behalten konnten.
Seven Seasons eröffnete einen Youtube-Kanal und lud Block Bs Teaser-Videos hoch. Am 22. September 2013 wurde das Lied Be the Light auf diesem Kanal hochgeladen. Das Lied erreichte in der ersten Woche Platz 14 in den Gaon Digital Charts.
Das Minialbum Very Good wurde am 2. Oktober herausgebracht. Am 7. Oktober wurde das Musikvideo des Titellieds veröffentlicht. Ein Comeback Showcase fand am 3. Oktober in der Hwajeong Turnhalle der Korea-Universität statt. Very Good debütierte auf Platz 1 der Gaon Album-Charts, während sich mehrere Lieder in den Charts platzieren konnten. Das Album belegte außerdem Platz 6 der Billboard World Album-Charts.

### 2014: Blockbuster,H.E.Rund Blockbuster Remastering
Am 10. April prämierte die erste Folge von Block Bs eigener Reality-Show, Fünf Minuten vorm Chaos (개판5분전), auf dem Sender Mnet.
Anfang April kündigten sie die Veröffentlichung eines neuen Albums namens Jackpot an. Der gleichnamige Titelsong wurde am 15. April veröffentlicht und das Album am 17. Obwohl das Album veröffentlicht wurde, wurde das Comeback abgesagt, aufgrund des Sewol-Fähren-Unglücks, bei dem über 100 Menschen starben.
2014 hatten Block B ihr erstes Konzert in der Olympiahalle. Das Konzert war am ersten Tag ausverkauft. Die Konzertreihe wurde am 17. und 18. Mai in Seoul, sowie am 23. und 24. Mai in Busan gehalten. Außerdem hielten sie Showcase Konzerte in New York, Miami und Washington D.C.
Am 11. Juli kündigte Seven Seasons Block Bs neues Minialbum namens H.E.R an. Das Album wurde am 24. Juli veröffentlicht.
Am 22. und 23. November fand ein Zusatzkonzert der Konzertserie in der Seoul SK Olympic Handball Halle statt.

### 2015: Debüt in Japan, Erste Europatour und Sub-Unit BASTARZ
Block B hatten ihr offizielles Debüt in Japan am 21. Januar 2015, mit der Veröffentlichung der japanischen Version von Very Good. Das Lied debütierte auf Platz 5 der Oricon Wochencharts. Nach Veröffentlichung der CD folgten Konzerte in Tokio am 16. und 17. Januar.
Das erste Fantreffen der Gruppe fand am 15. Februar 2015, mit 8000 Fans, in Seoul statt.
Auf ihrer ersten Europatournee im März 2015 besuchten sie Paris, Helsinki, Warschau und Mailand. Die meisten Konzerte waren ausverkauft.
Am 5. April wurden Teaserbilder für die Sub-Unit BASTARZ, bestehen aus den Mitgliedern P.O, U-Kwon und B-Bomb, veröffentlicht. Zico produzierte das Titellied.
Das Album der Gruppe wurde am 13. April, zusammen mit dem Musikvideo für das Titellied Zero for Conduct veröffentlicht.
Im Mai wurde Block Bs zweite japanische Single H.E.R veröffentlicht. Auf ihrer Japantour hielten sie sieben Konzerte in Tokio, Osaka, Fukuoka und Nagoya.
Am 2. August traten Block B bei der Kcon in Los Angeles auf. Die Los Angeles Times bezeichnete Block B daraufhin als die erfolgreichste Verschmelzung von koreanischem Hip-Hop und Boyband Dynamik in der Szene.
Park Kyung veröffentlichte am 21. September sein selbst produziertes Solo-Lied Ordinary Love feat. Park Boram. Der Song erreichte Platz 2 der Gaon Digital Charts und gewann Platz 1 am 3. Oktober in der Musikshow Music Core.
Am 23. September wurden die Tourdaten für Block Bs US Tour veröffentlicht. Die Konzerte wurden von Subkulture Entertainment organisiert und fanden am 11. November in San Francisco, am 13. November in Chicago und am 15. November in Los Angeles statt.

## Mitglieder
| Name                                 | Geburtsdatum       |
| ------------------------------------ | ------------------ |
| Taeil (태일) – Lee Taeil (이태일)    | 24. September 1990 |
| B-Bomb (비범) – Lee Minhyuk (이민혁) | 14. Dezember 1990  |
| Jaehyo (재효) – Ahn Jaehyo (안재효)  | 23. Dezember 1990  |
| U-Kwon (유권) – Kim Yukwon (김유권)  | 9. April 1992      |
| Park Kyung (박경)                    | 8. Juli 1992       |
| Zico (지코) – Woo Jiho (우지호)      | 14. September 1992 |
| P.O (피오) – Pyo Jihoon (표지훈)     | 2. Februar 1993    |

## Diskografie

### Studioalben
| Jahr                 | Titel       | Höchstplatzierung, Gesamtwochen, AuszeichnungChartplatzierungen (Jahr, Titel, Platzierungen, Wochen, Auszeichnungen, Anmerkungen) | Höchstplatzierung, Gesamtwochen, AuszeichnungChartplatzierungen (Jahr, Titel, Platzierungen, Wochen, Auszeichnungen, Anmerkungen) | Anmerkungen                            |
| Jahr                 | Titel       | KR | JP | Anmerkungen                            |
| -------------------- | ----------- | --- | --- | -------------------------------------- |
| Südkoreanische Alben |             | | |                                        |
|                      |             | | |                                        |
| 2012                 | Blockbuster | KR1 (61 Wo.)KR | — | Erstveröffentlichung: 17. Oktober 2012 |
| Japanische Alben     |             | | |                                        |
|                      |             | | |                                        |
| 2016                 | My Zone     | — | JP7 (4 Wo.)JP | Erstveröffentlichung: 26. Oktober 2016 |

### Kompilationen
| Jahr | Titel            | Höchstplatzierung, Gesamtwochen, AuszeichnungChartsChartplatzierungen (Jahr, Titel, Platzierungen, Wochen, Auszeichnungen, Anmerkungen) | Anmerkungen                         |
| Jahr | Titel            | JP | Anmerkungen                         |
| ---- | ---------------- | --- | ----------------------------------- |
| 2018 | Block B The Best | JP14 (3 Wo.)JP | Erstveröffentlichung: 20. Juni 2018 |

### EPs
| Jahr                 | Titel                   | Höchstplatzierung, Gesamtwochen, AuszeichnungChartplatzierungen (Jahr, Titel, Platzierungen, Wochen, Auszeichnungen, Anmerkungen) | Höchstplatzierung, Gesamtwochen, AuszeichnungChartplatzierungen (Jahr, Titel, Platzierungen, Wochen, Auszeichnungen, Anmerkungen) | Anmerkungen                            |
| Jahr                 | Titel                   | KR | JP | Anmerkungen                            |
| -------------------- | ----------------------- | --- | --- | -------------------------------------- |
| Südkoreanische Alben |                         | | |                                        |
|                      |                         | | |                                        |
| 2011                 | New Kids on the Block   | KR3 (31 Wo.)KR | — | Erstveröffentlichung: 23. Juni 2011    |
| 2012                 | Welcome to the Block    | KR3 (24 Wo.)KR | — | Erstveröffentlichung: 2. Februar 2012  |
| 2013                 | Very Good               | KR1 (27 Wo.)KR | — | Erstveröffentlichung: 2. Oktober 2013  |
| 2014                 | H.E.R                   | KR2 (39 Wo.)KR | — | Erstveröffentlichung: 24. Juli 2014    |
| 2016                 | Blooming Period         | KR1 (12 Wo.)KR | — | Erstveröffentlichung: 11. April 2016   |
| 2017                 | Montage                 | KR5 (8 Wo.)KR | — | Erstveröffentlichung: 7. November 2017 |
| Japanische Alben     |                         | | |                                        |
|                      |                         | | |                                        |
| 2017                 | Montage ~Japan Edition~ | — | JP7 (1 Wo.)JP | Erstveröffentlichung: 6. Dezember 2017 |

### Single-Alben
| Jahr                                                               | Titel           | Höchstplatzierung, Gesamtwochen, AuszeichnungChartplatzierungen (Jahr, Titel, Platzierungen, Wochen, Auszeichnungen, Anmerkungen) | Höchstplatzierung, Gesamtwochen, AuszeichnungChartplatzierungen (Jahr, Titel, Platzierungen, Wochen, Auszeichnungen, Anmerkungen) | Anmerkungen                              |
| Jahr                                                               | Titel           | KR | JP | Anmerkungen                              |
| ------------------------------------------------------------------ | --------------- | --- | --- | ---------------------------------------- |
| Südkoreanische Alben                                               |                 | | |                                          |
|                                                                    |                 | | |                                          |
| 2011                                                               | Do You Wanna B? | — | — | Erstveröffentlichung: 14. April 2011     |
| 2014                                                               | Jackpot         | KR1 (18 Wo.)KR | — | Erstveröffentlichung: 17. April 2014     |
| Japanische Alben                                                   |                 | | |                                          |
|                                                                    |                 | | |                                          |
| 2015                                                               | Very Good       | — | JP5 (5 Wo.)JP | Erstveröffentlichung: 21. Januar 2015    |
| 2015                                                               | H.E.R           | — | JP7 (3 Wo.)JP | Erstveröffentlichung: 27. Mai 2015       |
| 2016                                                               | Jackpot         | — | JP5 (2 Wo.)JP | Erstveröffentlichung: 24. Februar 2016   |
| 2016                                                               | Toy             | — | JP2 (3 Wo.)JP | Erstveröffentlichung: 15. Juni 2016      |
| 2017                                                               | Yesterday       | — | JP7 (3 Wo.)JP | Erstveröffentlichung: 29. Mai 2017       |
| Japanische Alben (als Block B Project-1, ohne Zico and Park Kyung) |                 | | |                                          |
|                                                                    |                 | | |                                          |
| 2017                                                               | Project-1 EP    | — | — | Erstveröffentlichung: 20. September 2017 |

### Singles
| Jahr | Titel Album                                                       | Höchstplatzierung, Gesamtwochen, AuszeichnungChartplatzierungen (Jahr, Titel, Album, Platzierungen, Wochen, Auszeichnungen, Anmerkungen) | Höchstplatzierung, Gesamtwochen, AuszeichnungChartplatzierungen (Jahr, Titel, Album, Platzierungen, Wochen, Auszeichnungen, Anmerkungen) | Anmerkungen                |
| Jahr | Titel Album                                                       | KR | JP | Anmerkungen                |
| ---- | ----------------------------------------------------------------- | --- | --- | -------------------------- |
| 2011 | Freeze! (그대로 멈춰라!) Do U Wanna B?                            | KR70 (2 Wo.)KR | — | Erstveröffentlichung: 2011 |
| 2011 | Wanna B Do U Wanna B?                                             | — | — | Erstveröffentlichung: 2011 |
| 2011 | Tell Them (가서 전해) New Kids On The Block                       | — | — | Erstveröffentlichung: 2011 |
| 2012 | NalinA (난리나) Welcome To The Block                              | KR11 (13 Wo.)KR | — | Erstveröffentlichung: 2012 |
| 2012 | I’ll Close My Eyes (눈감아줄께) Welcome To The Block (repackaged) | KR10 (3 Wo.)KR | — | Erstveröffentlichung: 2012 |
| 2012 | Nillili Mambo (닐리리맘보) Blockbuster                            | KR10 (11 Wo.)KR | — | Erstveröffentlichung: 2012 |
| 2013 | Be the Light (빛이 되어줘) Very Good                              | KR14 (4 Wo.)KR | — | Erstveröffentlichung: 2013 |
| 2013 | Very Good                                                         | KR6 (9 Wo.)KR | — | Erstveröffentlichung: 2013 |
| 2014 | Jackpot H.E.R                                                     | KR5 (12 Wo.)KR | — | Erstveröffentlichung: 2014 |
| 2014 | H.E.R                                                             | KR2 (26 Wo.)KR | — | Erstveröffentlichung: 2014 |
| 2016 | A Few Years Later (몇 년 후에) Blooming Period                    | KR3 (10 Wo.)KR | — | Erstveröffentlichung: 2016 |
| 2016 | Toy Blooming Period                                               | KR2 (16 Wo.)KR | — | Erstveröffentlichung: 2016 |
| 2017 | Yesterday –                                                       | KR1 (19 Wo.)KR | — | Erstveröffentlichung: 2017 |
| 2017 | Shall We Dance Montage                                            | KR17 (5 Wo.)KR | — | Erstveröffentlichung: 2017 |
| 2018 | Don’t Leave (떠나지마요) Re:Montage                               | KR30 (4 Wo.)KR | — | Erstveröffentlichung: 2018 |